# IJslands basketbalteam (mannen)
Het IJslands nationaal basketbalteam is een team van basketballers dat IJsland vertegenwoordigt in internationale wedstrijden. Körfuknattleikssamband Íslands (KKÍ) is verantwoordelijk voor het nationale team. Het land, dat lid werd van FIBA Europe in 1959, kwalificeerde zich in 2014 voor het eerst voor een hoofdtoernooi, met name het Europees kampioenschap 2015. IJsland is daarnaast ook actief op de Spelen van de Kleine Staten van Europa.

## Selectie (2007)
| #  | Naam                         | Positie        | Geboortedatum    | Club              |
| -- | ---------------------------- | -------------- | ---------------- | ----------------- |
| 4  | Magnús Þór Gunnarsson        | Shooting-guard | 7 februari 1981  | Keflavík          |
| 5  | Friðrik Erlendur Stefánsson  | Center         | 6 oktober 1976   | Njarðvík          |
| 6  | Jakob Örn Sigurðarson        | Point-guard    | 4 april 1982     | Kecskemeti Univer |
| 7  | Brynjar Björnsson            | Shooting-guard | 11 juli 1988     | KR Reykjavík      |
| 8  | Þorleifur Ólafsson           | Shooting-guard | 16 november 1984 | Grindavík         |
| 9  | Kristinn Jónasson            | Center         | 1 augustus 1984  | Fjölnir           |
| 10 | Páll Axel Vilbergsson        | Small-forward  | 4 januari 1978   | Grindavík         |
| 11 | Brenton Birmingham           | Shooting-guard | 29 november 1972 | Njarðvík          |
| 12 | Helgi Már Magnússon          | Small-forward  | 27 augustus 1982 | KR Reykjavík      |
| 13 | Sigurður Gunnar Þorsteinsson | Center         | 8 juli 1988      | Keflavík          |
| 14 | Logi Gunnarsson              | Shooting-guard | 5 september 1981 | Gijón Baloncesto  |
| 15 | Fannar Ólafsson              | Center         | 20 november 1978 | KR Reykjavík      |
|    | Sveinbjörn Claessen          | Shooting-guard | 22 februari 1986 | ÍR                |
|    | Hreggviður Magnússon         | Small-forward  | 24 maart 1982    | ÍR                |
|    | Hörður Axel Vilhjálmsson     | Point-guard    | 18 december 1988 | Njarðvík          |

Coach:  Sigurður Ingimundarson